# Östkaukasisk stenbock
Östkaukasisk stenbock (Capra cylindricornis) är en stenbocksart som förekommer i östra delen av Kaukasusbergen.

## Utseende
Hos östkaukasisk stenbock existerar stora skillnader i storleken och pälsfärgen mellan hanar och honor. I genomsnitt blir honor 1,38 meter långa och de har en mankhöjd av cirka 85 cm samt en vikt av cirka 56 kg. Däremot når hanar en genomsnittlig kroppslängd av 1,90 meter, en mankhöjd av ungefär 104 cm och en vikt av cirka 140 kg. Svansen är hos båda kön 10 till 15 cm lång. Hanarna har svagt lyrformiga horn som kan bli ungefär 70 till 90 centimeter långa. Honornas horn har en längd på 20 till 22 centimeter.
På vintern är hanarnas päls mörk kastanjebrun medan sommarpälsen har en ljusare rostbrun färg. Undersidan är hela året något ljusare än ovansidan. Hos honor, nyfödda ungar och ungdjur som är yngre än ett år förekommer den ljusa pälsen över hela året. Hanarnas mörka vinterpäls är dessutom ett kännetecken som skiljer arten från västkaukasisk stenbock. Äldre hanar (minst 4 eller 5 år gamla) har även ett skägg som är kortare än hos andra getter. Hos honor och hos yngre hanar samt hos äldre hanar under sommaren är skägget tydlig kortare eller nästan obefintligt.

## Utbredning och habitat
Arten förekommer i östra delen av Kaukasus i östra Georgien, norra Azerbajdzjan och i angränsande områden av Ryssland. Den vistas i svårtillgängliga regioner som ligger 800 till 4000 meter över havet men den når sällan högre än 3500 meter. Habitatet utgörs allmänt av bergsängar och klippiga landskap med glest fördelad växtlighet. Östkaukasisk stenbock lever även i öppna skogar men den undviker täta skogsområden. Några populationer (främst i Azerbajdzjan) vistas hela tiden i skogar och de har ingen kontakt med populationer som lever i den alpina klimatzonen. Under vintern hittas arten inte på sluttningar som ligger i skuggan.

## Levnadssätt
Hanarna lever utanför parningstiden ensamma (eller i ungkarlsflockar) medan honorna bildar små till medelstora grupper. I november bildas före brunsten blandade flockar. Hanarna måste lämna dessa flockar i januari eller februari. Flockens storlek är beroende av utbredningsområde. I Nordossetien har flocken sällan fler än tio medlemmar men i Azerbajdzjan kan upp till 78 individer ingå i flocken.
Arten betar löv från buskar och gräs. Under de varmaste månaderna brukar den östkaukasiska stenbocken beta sent på eftermiddagarna, nätterna och tidigt på morgnarna. Den hetaste tiden på dagen brukar de tillbringa vilandes på ett skyddat ställe. En stenbock kan täcka ett 20 kilometer stort område på en dag.
Parningssäsongen brukar vara ifrån november till januari och honan brukar föda efter en dräktighetsperiod på ungefär 150 till 160 dagar. En kull består vanligen av en unge och ibland av tvillingar. Födelsen sker i ett gömställe något avsides från flocken och honan stannar där med sin unge 3 till 4 dagar. Efter en månad börjar ungarna så smått att äta gräs, men de fortsätter att dia sin mor i ännu 3 till 4 månader fram till december. Honor blir efter 2 till 4 år könsmogna och hanar efter 4 till 6 år. Östkaukasisk stenbock kan leva 15 år i naturen och upp till 22 år med människans vård.
Ungar av den östkaukasiska stenbocken är byte för både varg och lodjur. De undviker attacker genom att springa iväg eller de söker skydd i flocken.